# Dodge B Series

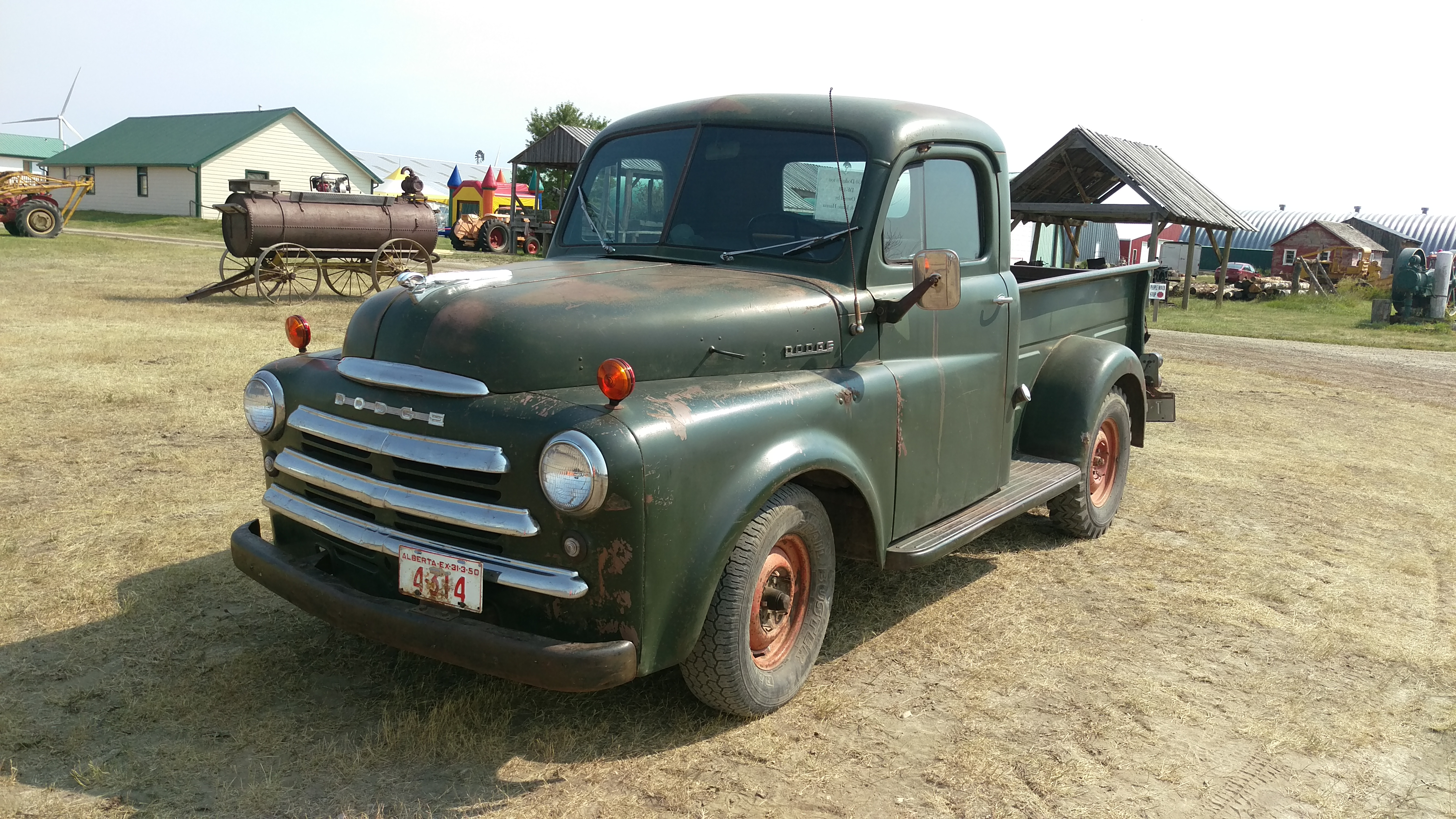
Pick-up Dodge 1950

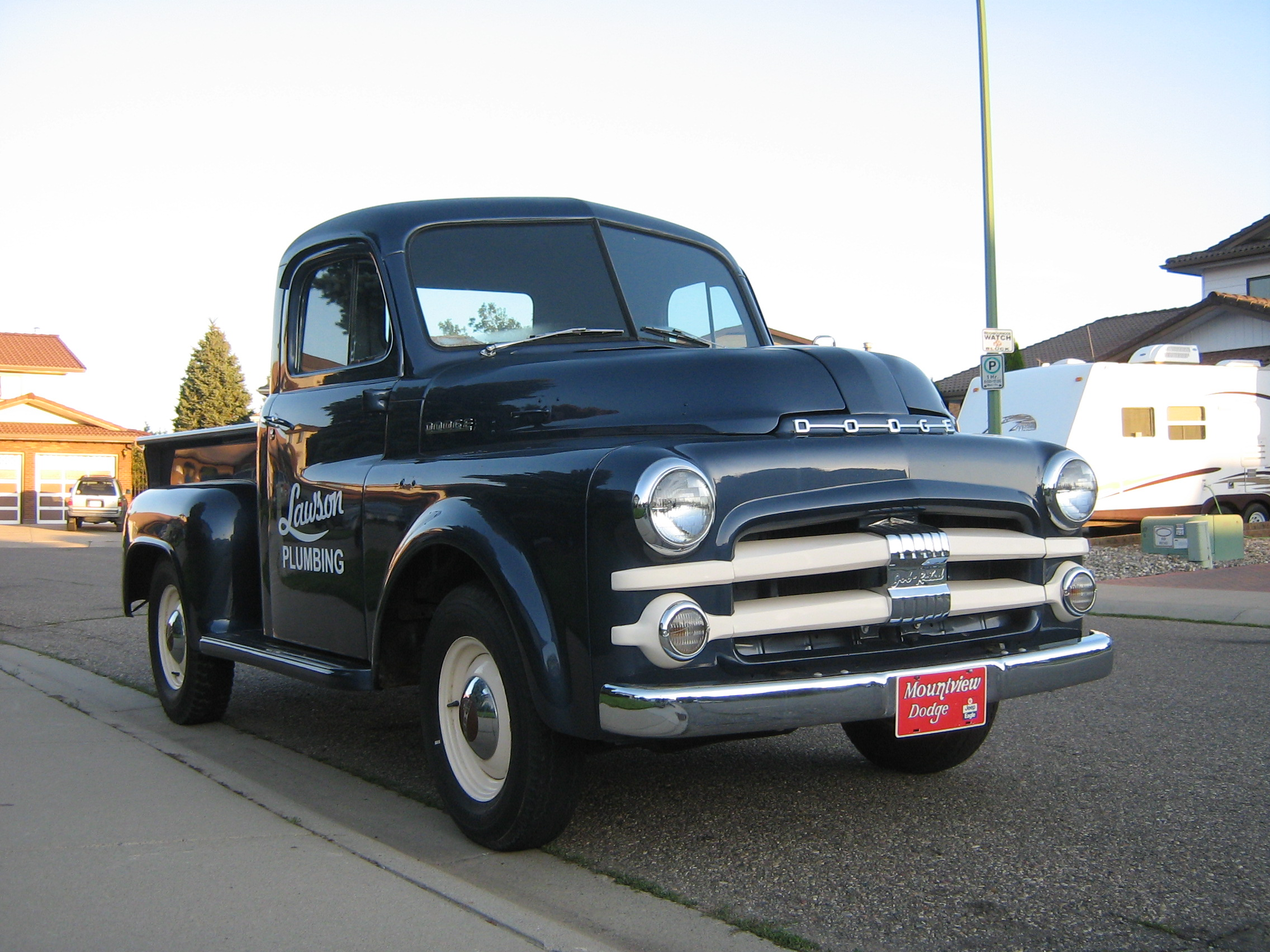
Pick-up Dodge 1952

Dodge a utilisé le nom B Series sur deux véhicules différents, un pick-up et une fourgonnette.

## Pick-up
Les pick-ups B Series ont été vendus de 1948 à 1953. Ils ont remplacé les camions Dodge d'avant-guerre et ont été remplacés par le Dodge C Series en 1954. Les pick-ups B Series se déclinaient en plusieurs variantes. Les B1-B étaient des pick-ups standard de ½ tonne avec un moteur six cylindres en ligne à tête plate de 95 ch (71 kW) tandis que les B1-C étaient des pick-ups de ¾ tonnes avec un moteur six cylindres à tête plate standard de 108 ch (81 kW). Il est également venu dans plusieurs autres variantes telles que les B1-T et B1-V qui étaient des cabines de semi-remorques et des fourgonnettes, respectivement. Une version Woodie, le "Suburban", était également disponible auprès d'entreprises extérieures.
Les pick-ups B Series comportaient une cabine à haute visibilité «pilot house» avec des vitres latérales arrière en option. Le moteur a été déplacé vers l'avant et l'essieu avant reculé sur le cadre pour une meilleure répartition du poids ainsi qu'un empattement plus court, passant de 116 pouces (2900 mm) à 108 pouces (2700 mm). Les côtés de la benne ont été augmentés pour augmenter la capacité de chargement de 40%. La cabine redessinée pouvait accueillir trois personnes, avec une hauteur de 64 mm (2,5 po) de plus, 150 mm (6 po) de largeur de plus et 76 mm (3 po) de longueur supplémentaire. La cabine était montée sur des supports en caoutchouc pour une conduite améliorée. Une autre innovation pour l'époque était l'utilisation d'un système de direction croisée, donnant aux pick-ups un rayon de braquage de 37 °. L'espace de la benne de chargement a été augmenté par rapport aux modèles précédents et les ressorts de surcharge pour augmenter la capacité de chargement rendus facultatifs sur toutes les variantes. En 1950, plus de nouvelles fonctionnalités ont été ajoutées car le levier de changement de vitesse de la transmission manuelle à 3 vitesses a été déplacé vers la colonne de direction depuis le plancher. Une transmission standard à entraînement par fluide, à 3 ou 4 vitesses, est devenue une option disponible. L'avant et la disposition du tableau de bord / des jauges ont été redessinés pour 1951.
1953 était la dernière année de la cabine "Pilot-house", mais apporta de nombreux changements. La transmission Truck-O-Matic, une transmission entièrement automatique, était disponible pour les modèles de ½ tonne et de ¾ de tonnes. Une benne plus longue de 2,29 m est devenue disponible, ce qui augmenterait l'empattement à 116 po (2900 mm). Et les nouvelles ailes arrière larges de style "step" ont été ajoutées et continueront à être utilisées par Dodge jusqu'aux années 1980.

## Fourgonnette
Voir aussi: Dodge Ram Van
Le B Series comprend également des fourgonnettes de grande taille fabriquées par la division Dodge de la Chrysler Corporation de 1970 (modèles de 1971) à 2003. À cette époque, ils étaient numérotés à l'origine B100, B200 et B300; les nombres ont ensuite été augmentés avec 50 (B150, etc.) et finalement multipliés par 10 (B1500, B2500, B3500) au milieu des années 1990. Les noms réels étaient au début Dodge Sportsman, Dodge Tradesman, Dodge Van; ils ont ensuite changé pour Ram Van, Ram Wagon et, brièvement. Il y avait aussi un modèle Kary Van à hauteur étendue.
Les fourgonnettes pour du chargement et pour des passagers utilisaient le même châssis et les mêmes groupes motopropulseurs (moteurs six cylindres et V8), mais les fourgonnettes pour des passagers avaient des sièges pouvant accueillir jusqu'à 15 passagers (sur les Maxivan allongé à empattement long), deux systèmes de climatisation (dans les dernières années) et de grandes fenêtres des deux côtés. Les fourgonnettes 15 places sont aujourd'hui couramment utilisées par les militaires, les navetteurs, les groupes religieux, les scouts, le camping urbain et certaines entreprises. Tout au long de leur parcours, deux empattements ont été utilisés: 109 pouces (2800 mm) et 127 pouces (3200 mm), avec une version allongée basée sur l'empattement de 127 pouces (3200 mm). Les moteurs allaient du Slant Six 198 (disponible uniquement en 1970-71) au V8 440 (seulement brièvement disponible à la fin des années 1970), avec des moteurs d'usine au gaz naturel comprimé de 5,2 L disponibles à partir d'environ 1995, aux acheteurs des flottes uniquement. Un Kary Van populaire (essentiellement une fourgonnette cube construite en usine, au lieu d'être rénovée par une entreprise du marché secondaire), qui étendait la hauteur de la zone de chargement à 1,88 m, a été ajoutée en 1972. Une porte coulissante a été rendue facultative en 1974; la même année, la calandre estampée d'origine en aluminium a également été remplacée par une pièce en plastique moulé. Une porte arrière monobloc et un intérieur à service intensif ont été rendus optionnels en 1975.
Pendant de nombreuses années, Dodge a été le chef de file des ventes de fourgonnettes, y compris dans les conversions pour les artisans, les ambulances, les autobus scolaires et les camping-cars, travaillant avec de nombreux aménageurs pour offrir des alternatives aux clients. Cependant, en 1979, le marché des véhicules récréatifs s'est effondré et Dodge a cessé de fabriquer des châssis de véhicules récréatifs ; leurs ventes de fourgons ont également chuté d'environ la moitié. Après cela, les mises à niveau des «fourgonnettes B» sont arrivées plus lentement, d'autant plus que l'utilité des fourgonnettes était à certains égards dupliquée par les monospaces populaires Plymouth Voyager et Dodge Caravan de la même société.
En 1988, un V6 239 de 3,9 L développé à l'origine pour le pick-up intermédiaire Dodge Dakota a remplacé le Slant Six 225 de 3,7 L, et l'injection a été donnée au V8 318. Le V8 360 de 5,9 L gagne l'injection de carburant et un arbre à cames à rouleaux en 1989. En 1990, les freins antiblocage des roues arrière ont été rendus optionnels, ainsi qu'une transmission automatique robuste à quatre vitesses.
En 1992, les moteurs V6 et V8 de 5,2 L étaient équipés du Sequential Multiple-Port Injection (SMPI) et d'un collecteur d'admission de type «baril» / «kegger», ce qui augmentait considérablement la puissance, et les positions des sièges arrière des extrémités extérieures gagnaient des ceintures trois points. La même année, les moteurs au gaz naturel comprimé de 5,2 L sont devenus facultatifs pour les acheteurs des flottes. Le moteur de 5,9 L a reçu la nouvelle admission et le SMPI pour 1993.
De nombreux changements ont été apportés à la transmission, à la carrosserie et à la suspension après 1993, alors que Dodge tentait de rendre les fourgonnettes plus compétitives, ce qui a conduit à une refonte assez importante en 1998, qui a ajouté de nombreuses fonctionnalités, a rendu les fourgonnettes plus maniables et plus sûres, et a ajouté de la puissance au moteur V8 de 5,9 L. Des modifications supplémentaires, et également substantielles, ont été apportées pour l'année modèle 2000, mais peu de choses ont été modifiées depuis lors jusqu'aux fourgons définitifs. Dodge a cessé de fabriquer les fourgonnettes en juin 2003, invoquant les dépenses liées au respect des futures normes de sécurité et la lenteur des ventes. L'usine de Pillette Road à Windsor, en Ontario, qui fabriquait les fourgonnettes a été fermée puis démolie.